# Haka Bowl
Pour les articles homonymes, voir Haka (homonymie).
Le Haka Bowl, match de football américain d'après-saison régulière et de niveau universitaire, aurait dû avoir lieu en Nouvelle-Zélande le 27 décembre 1996.
Tirant son nom du célèbre Haka des Maoris, et promu par le linebacker Riki Ellison (joueur de NFL né en Nouvelle-Zélande), le Haka Bowl aurait dû être le premier bowl d'après saison à être joué hors des États-Unis depuis un demi-siècle soit depuis le Bacardi Bowl joué à Cuba en 1946.
Le match, qui aurait aussi été le premier à se jouer dans l'hémisphère sud, devait avoir lieu au Eden Park d'Auckland en Nouvelle-Zélande. Il devait mettre en présence le 3e équipes éligibles de la Pac-10 et de la WAC. Le pay-out pour les équipes participantes avait été fixé à 1 500 000 $ ce qui correspondait à cette époque au double des rétributions habituelles des bowls de NCAA.
Malheureusement, la rencontre n'aura jamais lieu. En effet, lorsque le comité d'organisation du Haka Bowl annonce qu'il ne peut apporter les garanties financières nécessaires, la NCAA leur retire la licence. L'organisation d'un bowl en Nouvelle-Zélande venait d'échouer.
Il faudra attendre une dizaine d'années pour qu'un bowl universitaire soit organisé en dehors des États-Unis. Le 6 janvier 2007, l'International Bowl se déroule au Canada, à Toronto en Ontario.  